# Афанасій К.
Афана́сій К. (Атаназій К.; роки народження і смерті невідомі) — український ксилограф 2-ї половини XVII століття.
У 1663—1665 роках працював у Львові, у 1674—1687 роках — у Києві. Виконав ілюстрації та заставки до «Тріоді» (1663) та «Акафіста» (1674); гравюри «Києво-Печерська лавра» (1677) та «Страшний суд» (обидва кліше зберігаються в музеї Києво-Печерського заповідника). Відомо близько 200 гравюр у львівських та київських самодруках. Монограми: А., А. А., А. К., К. А.